# Aeglos
Aeglos is een wapen uit de werken over de fictieve wereld "Midden-aarde" van schrijver J.R.R. Tolkien. Het wordt beschreven in de Silmarillion.
Het is de naam van de speer van Elfen koning Gil-galad, en zijn naam betekent ijskegel. Gil-galad is de naam waaronder Ereinion, de zoon van Fingon beter bekend is. Hij was de laatste hoge koning van de Noldor in Midden-Aarde. Hij werd gedood toen hij samen met Elendil en diens zwaard Narsil in de belegering van de Barad-Dûr tegen Sauron vocht.